# Justin Rodhe
Justin Rodhe, född 17 oktober 1984, är en friidrottare från Kanada. Han deltog vid olympiska sommarspelen 2012.